# Neosanfilippia venezuelana
Neosanfilippia venezuelana är en kräftdjursart som beskrevs av Alessandro Brian 1957. Neosanfilippia venezuelana ingår i släktet Neosanfilippia och familjen Scleropactidae. Inga underarter finns listade i Catalogue of Life.